# Ronaț
Ronaț este un cartier din Timișoara.

## Istorie
Ronaț apare în jurul anului 1900 ca o colonie de muncitori. Numele cartierului este de origine maghiară, întrucat majoritatea celor care au populat zona cu aproape două secole în urma erau maghiari. Istoria acestui cartier este strans legată de CFR, majoritatea locuitorilor din Ronaț fiind la un moment dat reprezentată de angajații ceferiști și familile acestora. Așezarea se află în vecinătatea magistralei ferate, au fost construite pavilioane pentru lucrători și existau mai multe puncte de lucru ale companiei de căi ferate în zonă. De altfel, gara se numea Ronaț și a dat numele cartierului.

## Populația
Cartierul Ronaț este o zonă multietnică, adunând reprezentanți ai comunităților maghiare, germane, sârbe și rrome. Populația acestui cartier al Timisoarei se ridică la 30.000 de locuitori, reprezentând a 11-a parte din populația orașului.

## Transportul în comun
Transportul în comun se face cu ajutorul liniei de tramvai 5, care are ca stație terminus Ronaț. Recent a apărut și linia de autobuz 13, care duce pană la pasajul de cale ferată trecând mai întâi pe la Piața de Gros.